# عمرو بن الحارث بن يعقوب
عمرو بن الحارث بن يعقوب بن عبد الله، كنيته: أبو أمية الأنصاري السعدي مولاهم المدني الأصل المصري، يوصف بالعلامة الحافظ الثبت، ويلقب عالم الديار المصرية ومفتيها مولى قيس بن سعد بن عبادة، مولى للأنصار، من رواة الحديث، محدث وفقيه، ولد بعد عام 90 هـ في خلافة الوليد بن عبد الملك. وتوفي سنة سبع أو ثمان وأربعين ومائة. مولى للأنصار وكان ثقة إن شاء الله مات سنة سبع أو ثمان وأربعين ومائة في خلافة أبي جعفر المنصور. وهو من رواة الحديث، ذكره أبو إسحاق الشيرازي في طبقة أخرى بعد طبقة فقهاء التابعين بمصر.
ذكره ابن سعد في الطبقة الرابعة.
برع في العلم واشتهر اسمه. قال يحيى بن بكير ولد سنة إحدى أو اثنتين وتسعين وقال سعيد بن عفير سنة اثنتين وقال ابن يونس ولد سنة ثلاث وقال الخطيب والأمير ولد سنة أربع وقال أبو داود عاش ثمانيا وخمسين سنة.

## روايته
روى عن ابن أبي مليكة وأبي يونس مولى أبي هريرة وعمرو بن شعيب وأبي عشانة المعافري وابن شهاب وأبي الزبير وقتادة وعبدة بن أبي لبابه ويزيد بن أبي حبيب وعبيد الله بن أبي جعفر وكعب بن علقمة ويزيد بن عبد الله بن قسيط وبكر بن سوادة وبكير بن الأشج وثمامة بن شفي وجعفر بن ربيعة وأبيه الحارث والجلاح أبي كثير وحبان بن واسع وزيد بن أسلم ودراج أبي السمح وربيعة الرأي وزيد بن أبي أنيسة وسالم أبي النضر وسعيد بن الحارث الأنصاري وسعيد بن أبي هلال وعامر بن يحيى المعافري وعبد الرحمن بن القاسم وعمرو بن دينار وعمارة بن غزية وهشام بن عروة ويحيى بن سعيد الأنصاري وخلق كثير.
حدث عنه قتادة شيخه وبكير بن عبد الله بن الأشج شيخه أيضا وقيل إن مجاهد بن جبر روى عنه وهذا وهم لا يسوغ وحدث عنه صالح بن كيسان وهو أكبر منه وأسامة بن زيد الليثي وهو من طبقته وأنسن ومالك والليث وبكر بن مضر ويحيى بن أيوب وموسى بن أعين ونافع بن يزيد وابن وهب ومحمد بن شعيب بن شابور.

## أقوال العلماء فيه
قال ابن سعد كان ثقة إن شاء الله، وقال أبو داود سمعت أحمد يقول ليس فيهم يعني أهل مصر أصح حديثا من الليث وعمرو بن الحارث يقاربه. وقال أبو حاتم الرازي كان عمرو أحفظ أهل زمانه لم يكن له نظير في الحفظ في زمانه وقال سعيد بن عفير كان أخطب أهل زمانه وأبلغهم وأرواهم للشعر وقال مصعب الزبيري أخرجه صالح بن علي الهاشمي من المدينة إلى مصر مؤدبا لبنيه قال أبو سعيد بن يونس في تاريخه كان فقيها أديبا أدب لولد صالح بن علي.
وقال أبو عبد الله بن الأجرم الحافظ عمرو بن الحارث غزير عزيز الحديث جدا مع علمه وثبته وقلما يخرج حديثه من مصر. قال الحافظ أبو بكر الخطيب كان قارئا فقيها مفتينا ثقة وقال ابن ماكولا كان قارئا مفتيا أفتى في زمن يزيد بن أبي حبيب وعبيد الله بن أبي جعفر وكان أديبا فصيحا.
عن يحيى بن معين انه قال عمرو بن الحارث ثقة، وسئل أبو زرعة عن عمرو بن الحارث فقال مصرى.

## مكانته العلمية
كانت له مكانة علمية حيث يعد من رواة الحديث، وذكره ابن سعد في الطبقات الكبرى ووثقه. وكان مفتي أهل مصر في أيامه. عده أبو إسحاق الشيرازي في الطبقة أخرى بعد طبقة فقهاء التابعين بمصر، وقال: ومنهم أبو الخير مرثد بن عبد الله اليزني قاضي الإسكندرية، أخذ عنه أبو رجاء يزيد بن أبي حبيب مولى بني عامر بن لؤي القرشي. وكان ممن انتقل إليه الفقه: بكير بن عبد الله بن الأشج، وأبو أمية عمرو بن الحارث، ثم انتهى علم هؤلاء إلى أبي الحارث الليث بن سعد.

## وفاته
قال ابن سعد: مات سنة سبع أو ثمان وأربعين ومائة في خلافة أبي جعفر.